# Familien de Cats
Familien de Cats (eng. The de Cats Family) er titlen på den tredje novelle som Karen Blixen skrev under pseudonymet Osceola. Den blev første gang bragt i det københavnske tidsskrift Tilskueren i januar 1909, og er senere trykt i Gyldendals Julebog Osceola (1962), Efterladte fortællinger (1975), Kongesønnerne og andre efterladte fortællinger (1985) samt Karneval og andre fortællinger (1994).